# Kremenići
 Kremenići  (olaszul: Cremenici) falu Horvátországban Tengermellék-Hegyvidék megyében. Közigazgatásilag Malinska-Dubašnica községhez tartozik.

## Fekvése
Krk északnyugati részén Malinskától 1 km-re délkeletre fekszik. A szigetnek ezt a részét, ahova  Kremenići és a környező települések is tartoznak Dubašnicának hívják. Szórt település, amely több út kereszteződése körül alakult ki. A főút menti rész fejlődésével az észak-déli tengely mentén meghosszabbodott. A házak többsége sorba van rendezve, és közülük sok megőrizte hagyományos jellemzőit. Közülük is kiemelkedik a kereszteződés közelében található, kompaktabb hagyományos épületegyüttes. A házak közvetlen környékén számos gazdasági épület és istálló is fennmaradt, míg a tágabb területet szárazon rakott kőkerítéssel határolt mezőgazdasági telkek alkotják. A házak többnyire egy- és kétszintes házak, téglalap alaprajzúak, egyszerűen formázott homlokzatokkal, nyeregtetős tetőkkel, különféle kivitelű és formájú kéményekkel. Jellemző elemei a külső kőlépcsők és a boltíves teraszok. A földszinten általában egy pince, míg a felső szinten a lakóterek találhatók. A ház központi helye a kémény (nyitott kandalló) volt, amely a 20. század közepéig használatban maradt, és néha a homlokzatnál is jobban kiemelkedett.

## Története
A település nevét egykori lakóiról a Kremenić családról kapta, akik ma főként Kornić vidékén élnek a szigeten. 1857-ben 85, 1910-ben 88 lakosa volt. Az Osztrák–Magyar Monarchia bukását rövid olasz uralom követte, majd a település a Szerb–Horvát–Szlovén Királyság része lett. A második világháború idején előbb olasz, majd német csapatok szállták meg. A háborút követően újra Jugoszlávia, majd az önálló horvát állam része lett.  2011-ben 75 lakosa volt.

## Lakosság
| Lakosság változása | Lakosság változása | Lakosság változása | Lakosság változása | Lakosság változása | Lakosság változása | Lakosság változása | Lakosság változása | Lakosság változása | Lakosság változása | Lakosság változása | Lakosság változása | Lakosság változása | Lakosság változása | Lakosság változása | Lakosság változása |
| ------------------ | ------------------ | ------------------ | ------------------ | ------------------ | ------------------ | ------------------ | ------------------ | ------------------ | ------------------ | ------------------ | ------------------ | ------------------ | ------------------ | ------------------ | ------------------ |
| 1857               | 1869               | 1880               | 1890               | 1900               | 1910               | 1921               | 1931               | 1948               | 1953               | 1961               | 1971               | 1981               | 1991               | 2001               | 2011               |
| 85                 | 93                 | 88                 | 102                | 85                 | 88                 | 68                 | 68                 | 58                 | 54                 | 50                 | 46                 | 31                 | 32                 | 54                 | 75                 |